# 김종필 (1956년)
김종필(한국 한자: 金鍾弼, 1956년 11월 16일 ~ )은 대한민국의 전직 축구 선수이다

## 선수 경력
1973년 한영고등학교 축구부의 창단멤버로 활약하였다.
1976년 한국전력에 입단하여
최소 1982년까지 한국전력에서 활약하였다.
1980년 AFC 아시안컵에 출전하여 본선 2경기에서 활약하였다.